# Kościół ewangelicki w Sadach Górnych
Kościół ewangelicki w Sadach Górnych – barokowy kościół, który znajdował się w Sadach Górnych. Rozebrany w 1972 roku.

## Historia
Kościół został wybudowany w 1747 roku razem ze szkołą i plebanią, przebudowany w latach 1781–1783. Plebania spłonęła w 1907 r. Kościół został rozebrany wiosną 1972 r.